# Fragmentum Uffenbachianum
- Papyrus
- Onciale
- Minuscules
- Lectionnaire

Le Codex 0121b, connu comme le Codex Ruber ou Fragmentum Uffenbachianum, portant le numéro de référence 0121b (Gregory-Aland), α 1031 (Soden), est un manuscrit du Nouveau Testament sur parchemin écrit en écriture grecque onciale. 

## Description
Le codex se compose de 2 folios. Il est écrit en deux colonnes, de 45 lignes par colonne. Les dimensions du manuscrit sont 26 x 21 cm. Les experts datent ce manuscrit du Xe siècle,. Il contenait esprits et accents.
Le manuscrit a été examiné par Wettstein, Griesbach, Constantin Tischendorf, et J. Neville Birdsall.
C'est un manuscrit contenant le texte incomplet des Épître aux Hébreux (1,1-4,3; 12,20-13,25). 
Le manuscrit a une fois appartenu à Conrad von Uffenbach.
Texte
Le texte du codex représente un texte mixte. Kurt Aland le classe en Catégorie III. 
Lieu de conservation
Le codex est conservé à l'Université de Hambourg (Cod. 50) à Hambourg.